# Trollhättan (comuna)
Trollhättan (em sueco: Trollhättans kommun) é uma comuna da Suécia localizada no condado de Gotalândia Ocidental. Sua capital é a cidade de Trollhättan. Possui 410 quilômetros quadrados. Segundo o censo de 2018, havia 58 728 habitantes.